# Bourns

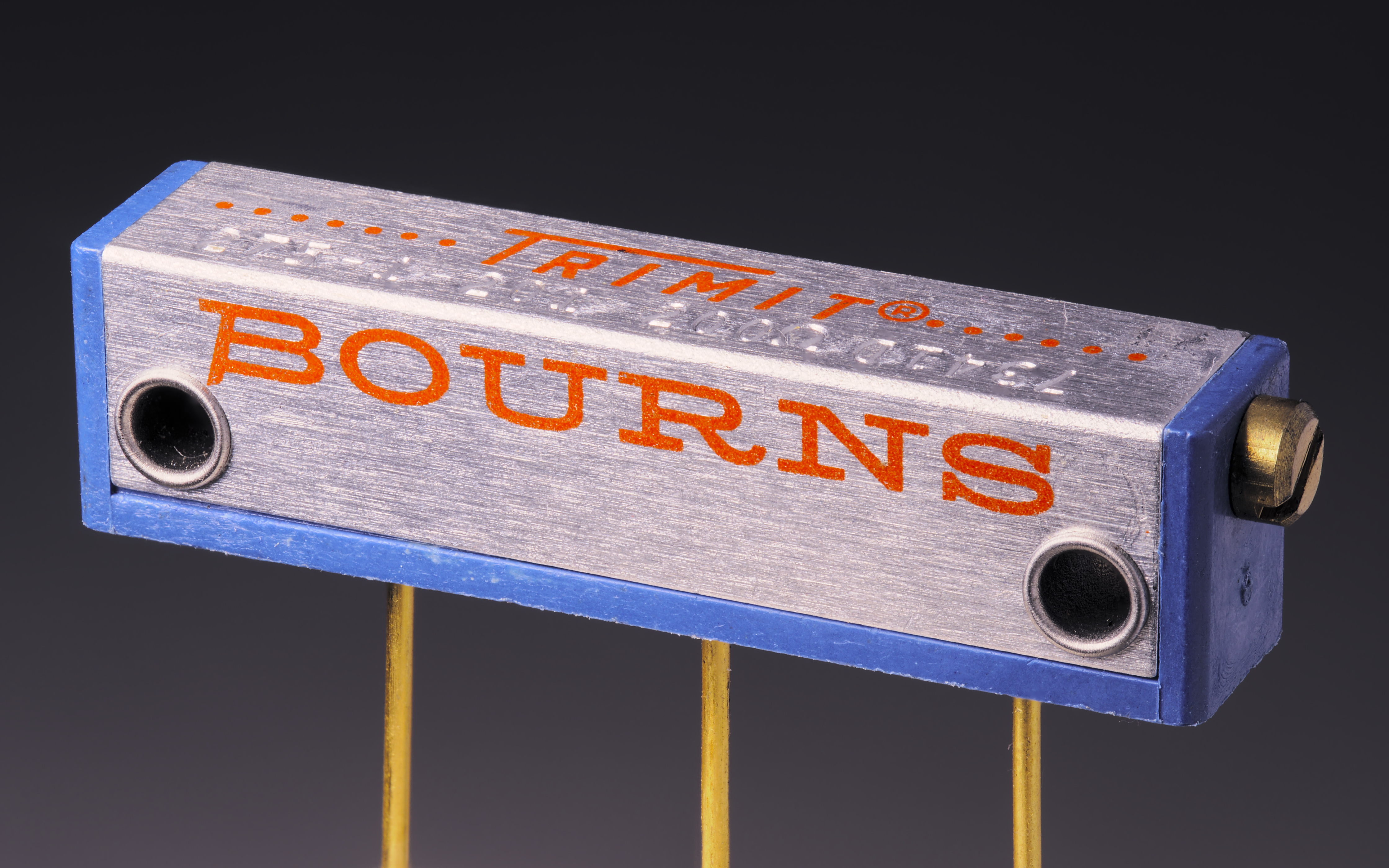
Il "TRIMIT" potenziometro da circuito stampato, una delle prime innovazioni della ditta

Bourns, Inc. è un'azienda statunitense di componenti elettronici, fornitrice per l'industria elettronica nei più svariati settori tra i quali automotive, automazione industriale, strumentazione, dispositivi medicali, elettronica di consumo e altri.
Fondata a Altadena in California nel 1947 con 15 stabilimenti nel mondo e circa 9.300 dipendenti.

## Storia
Marlan e Rosemary Bourns iniziarono nel loro garage di 384-piede-quadro (35,7 m²) a Altadena nel 1947 dopo la laurea alla Università del Michigan, per lo sviluppo di componenti elettronici e sensori per l'industria aerospaziale. L'invenzione del loro potenziometro lineare permise una accurata precisione della misurazione dello spostamento negli attuatori negli aeromobili come il controllo del beccheggio, determinando lo sviluppo della società nel ramo aerospaziale.
La sede a Riverside (California) viene creata negli anni successivi e i Bourns allargano la produzione di componentistica nel ramo automotive sensori, encoder e resistori assieme ad altri componenti attivi e passivi.

## Brevetti
Nel 1952, Bourns brevetta il trimmer, a marchio "Trimpot". Nel 1995, Bourns acquista la VRN con la sua produzione di trimmer e surface-mount sealed tact switch. Nel 2008, Bourns acquista la Transient Blocking Unit (TBU) della Fultec Semiconductor, Inc.

## Acquisizioni
- 2015: La divisione trimmer dalla Murata Manufacturing Co., Ltd.
- 2014: Komatsulite Mfg. Co., Ltd
- 2012: Jensen Devices AB
- 2009: Central Office Surge Protection Products dalla Corning Cable Systems LLC
- 2008: Protection Products dalla Emerson Network Power Energy Systems
- 2008: Transient Blocking Unit (TBU) dalla Fultec Semiconductor, Inc.[5]
- 2006: PTC dalla Therm-O-Disc, Inc.
- 2006: Automotive Controls Division dalla SSI Technologies
- 2006: J.W. Miller Magnetics Business
- 2005: Tyco/Meggitt's Fuel Card Product
- 2004: RUF Automotive Group
- 2004: MMC Switch Power Products
- 2003: Microelectronic Modules Corporation
- 2003: Telecom Protection dalla Texas Instruments Sensors & Controls Division
- 2001: Joslyn GDT Division[6]